# Kamov Ka-50

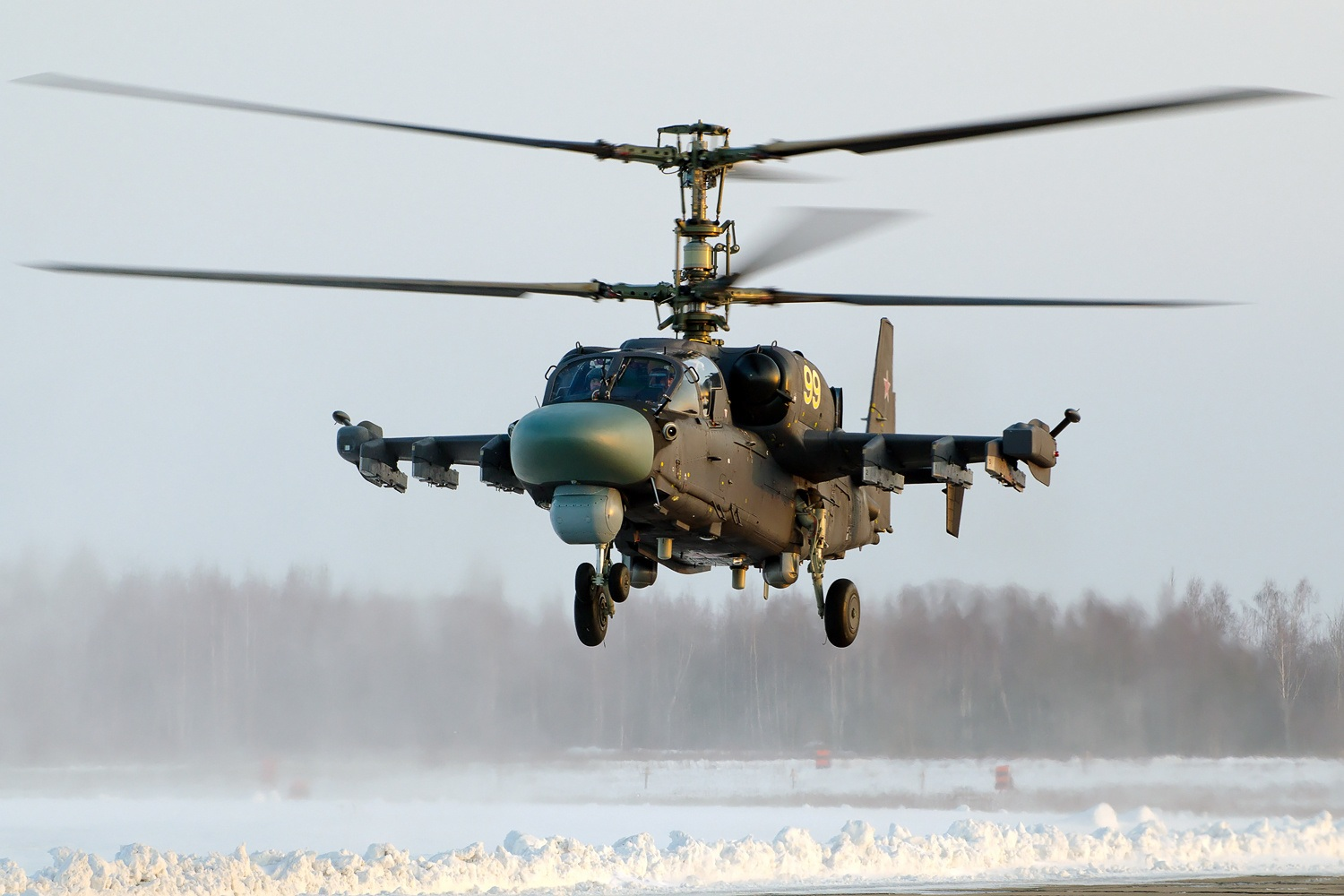
Um Ka-52 russo, apelidado "Alligator".

O Ka-50 (em russo:  Чёрная акула; Chornaya Akula, Tubarão Negro; Designações da OTAN: Hokum A) é um helicóptero de ataque de fabricação russa, produzido pela empresa Kamov. Foi desenvolvido na década de 1980 e introduzido no serviço ativo nas Forças Armadas da Rússia em 1995. Considerado um dos helicópteros mais avançados do seu tipo, ele é armado com um canhão automático de 30 mm no nariz, além de lançadores de mísseis ar-terra, também sendo capaz de atingir alvos no ar. Cada unidade desta aeronave custa em média US$ 16 milhões de dólares. Possui uma velocidade de cruzeiro de 270 km/h e um alcance operacional de 545 km.
É utilizado como helicóptero de ataque e escolta pesado, com forte blindagem e uma variedade de armamentos. Seus dois rotores coaxiais lhe dão muita estabilidade e manobrabilidade.
Em 2008, uma versão atualizada, chamada Ka-52, foi lançada pela Kamov.

## Utilizadores
Egito
- Força Aérea Egípcia[4] possui 46 Ka-52s até 2022.[5]

 Rússia
- Força Aérea Russa[4] possui 133 Ka-52 até 2022.[6]
- Aviação Naval Russa[7]